# Јамада Емонсаку
Јамада Емонсаку (1580-1657), један од вођа устанка јапанских хришћана на полуострву Шимабара. Један је од ретких устаника који су преживели опсаду замка Хара.

## Биографија
Рођен око 1580. године на полуострву Шимабара на Кјушуу, Јамада Емонсаку у младости је примио хришћанство и школовао се на језуитском семинару у Шимабари, научивши латински језик и сликање у европском стилу. Као самурај у служби хришћанске породице Арима учествовао је у бици код Секигахаре (1600) и бици за Осаку (1615) на победничкој страни. После забране хришћанства у Јапану (1614) и протеривања породице Арима, спао је на положај ронина и променио занимање, радећи као фирмописац и сликар у селу Кучиноцу на југу полуострва Шимабара.
У устанку на полуострву Шимабара командовао је одредом од 800 устаника, али је у току опсаде замка Хара одлучио да изда своје другове и преко писма послатог стрелом понудио је владиним трупама да у тренутку напада пређе на њихову страну са својим људима и преда им Амакуса Широа, вођу устанка, тврдећи да је приступио побуни како би сачувао голи живот. Устаници су открили његову заверу на време, и након пада замка Хара владине трупе су затекле Јамаду и око стотину његових присталица у устаничкој тамници. То им је спасло животе, док су сви заробљени устаници погубљени без милости. После масакра устаника у Хари, Јамада је идентификовао главу Амакуса Широа, заједно са Амакусином мајком, Мартом.
Захваљујући неуспелом покушају да преда замак Хара владиним трупама, Јамада је примљен у службу Мацудаира Нобуцуне, генерала који је командовао опсадом замка Хара, и преселио се у Едо.